# Fußball-Südamerikameisterschaft der Frauen 2003
Die 4. Fußball-Südamerikameisterschaft der Frauen (spanisch Sudamericano Femenino) fand vom 23. bis 27. April 2003 in Peru statt. Gespielt wurde in der Hauptstadt Lima. Sieger wurde zum vierten Mal Brasilien. Ursprünglich sollte das Turnier vom 5. bis 16. April 2002 im argentinischen Córdoba ausgetragen werden. Dann wurde das Turnier nach Peru vergeben und sollte im Januar/Februar 2003 ausgetragen werden. Später wurde entschieden, drei regionale Qualifikationsturniere auszutragen. Die drei Gruppensieger bestritten dann das Endturnier mit Titelverteidiger Brasilien.

## Modus
Jeder der vier Endrundenteilnehmer spielt einmal gegen jede andere Mannschaft. Die punktbeste Mannschaft ist Sieger. Der Südamerikameister und der Vizemeister qualifizierten sich für die Fußball-Weltmeisterschaft der Frauen 2003.

## Stadien
Qualifikation
- Lima – Estadio Monumental "U" – 80.093 Plätze
- Loja – Estadio Federativo Reina del Cisne –14.935 Plätze
- Salta – Estadio Padre Ernesto Martearena – 20.408 Plätze

Finalrunde 
- Lima – Estadio Monumental „U“

## Teilnehmer
Für das Finalturnier haben sich folgende Frauen-Nationalmannschaften qualifiziert:
- Argentinien
- Brasilien (Titelverteidiger)
- Kolumbien
- Peru (Ausrichter)

## Qualifikation

### Gruppe A
Turnier in Lima (Peru).
| Pl. | Land     | Sp. | S | U | N | Tore    | Diff. | Punkte |
| --- | -------- | --- | - | - | - | ------- | ----- | ------ |
| 1.  | Peru     | 2   | 2 | 0 | 0 | 005:200 | +3    | 06     |
| 2.  | Bolivien | 2   | 1 | 0 | 1 | 008:400 | +4    | 03     |
| 3.  | Chile    | 2   | 0 | 0 | 2 | 002:900 | −7    | 0      |

|                             |   |          |     |
| 9. April 2003 um 15:30 Uhr  |   |          |     |
| Peru                        | – | Bolivien | 3:1 |
| 11. April 2003 um 15:30 Uhr |   |          |     |
| Bolivien                    | – | Chile    | 7:1 |
| 13. April 2003 um 15:30 Uhr |   |          |     |
| Peru                        | – | Chile    | 2:1 |

### Gruppe B
Turnier in Loja (Ecuador).
| Pl. | Land      | Sp. | S | U | N | Tore    | Diff. | Punkte |
| --- | --------- | --- | - | - | - | ------- | ----- | ------ |
| 1.  | Kolumbien | 2   | 1 | 1 | 0 | 009:100 | +8    | 04     |
| 2.  | Ecuador   | 2   | 1 | 1 | 0 | 003:100 | +2    | 04     |
| 3.  | Venezuela | 2   | 0 | 0 | 2 | 000:100 | −10   | 0      |

|                             |   |           |     |
| 9. April 2003 um 19:30 Uhr  |   |           |     |
| Ecuador                     | – | Venezuela | 2:0 |
| 11. April 2003 um 19:30 Uhr |   |           |     |
| Kolumbien                   | – | Venezuela | 8:0 |
| 13. April 2003 um 13:15 Uhr |   |           |     |
| Ecuador                     | – | Kolumbien | 1:1 |

### Gruppe C
Turnier in Salta (Argentinien).
| Pl. | Land        | Sp. | S | U | N | Tore    | Diff. | Punkte |
| --- | ----------- | --- | - | - | - | ------- | ----- | ------ |
| 1.  | Argentinien | 2   | 2 | 0 | 0 | 011:000 | +11   | 06     |
| 2.  | Paraguay    | 2   | 1 | 0 | 1 | 003:400 | −1    | 03     |
| 3.  | Uruguay     | 2   | 0 | 0 | 2 | 001:110 | −10   | 0      |

|                             |   |          |     |
| 9. April 2003 um 21:30 Uhr  |   |          |     |
| Argentinien                 | – | Paraguay | 3:0 |
| 11. April 2003 um 21:30 Uhr |   |          |     |
| Uruguay                     | – | Paraguay | 1:3 |
| 13. April 2003 um 16:30 Uhr |   |          |     |
| Argentinien                 | – | Uruguay  | 8:0 |

## Finalrunde
| Pl. | Land        | Sp. | S | U | N | Tore    | Diff. | Punkte |
| --- | ----------- | --- | - | - | - | ------- | ----- | ------ |
| 1.  | Brasilien   | 3   | 3 | 0 | 0 | 018:200 | +16   | 09     |
| 2.  | Argentinien | 3   | 1 | 1 | 1 | 006:600 | ±0    | 04     |
| 3.  | Kolumbien   | 3   | 1 | 0 | 2 | 003:150 | −12   | 03     |
| 4.  | Peru        | 3   | 0 | 1 | 2 | 001:500 | −4    | 01     |

|                             |   |             |            |
| 23. April 2003 um 13:30 Uhr |   |             |            |
| Brasilien                   | – | Argentinien | 3:2 (2:0)  |
| 23. April 2003 um 15:30 Uhr |   |             |            |
| Peru                        | – | Kolumbien   | 0:1 (0:1)  |
| 25. April 2003 um 13:30 Uhr |   |             |            |
| Kolumbien                   | – | Argentinien | 2:3 (2:2)  |
| 25. April 2003 um 15:30 Uhr |   |             |            |
| Brasilien                   | – | Peru        | 3:0 (2:0)  |
| 27. April 2003 um 13:30 Uhr |   |             |            |
| Brasilien                   | – | Kolumbien   | 12:0 (6:0) |
| 27. April 2003 um 15:30 Uhr |   |             |            |
| Peru                        | – | Argentinien | 1:1 (1:0)  |

## Entscheidungen
Brasilien und Argentinien waren damit für die Weltmeisterschaft 2003 qualifiziert. Brasilien qualifizierte sich zudem für die Olympischen Spiele 2004.

## Beste Torschützinnen
| Rang | Spielerin       | Tore |
| ---- | --------------- | ---- |
| 1    | Marisol Medina  | 7    |
| 2    | Kátia           | 6    |
| 3    | Sandra Valencia | 5    |
| 4    | Maitté Zamorano | 4    |
|      | Marta           | 4    |
|      | Pretinha        | 4    |
| 7    | Karina Alvariza | 3    |

## Schiedsrichterinnen
| Land        | Hauptschiedsrichterinnen               | Schiedsrichterassistentinnen   |
| ----------- | -------------------------------------- | ------------------------------ |
| Argentinien | Florencia Romano                       | Alejandra Cercato Sabrina Lois |
| Bolivien    | Cándida Colque María Teresa Alvarado   | Aracely Castro                 |
| Brasilien   | Suell Tortura Silvia Oliveira Carvalho | Marlei Silva                   |
| Kolumbien   | María García                           | Adriana Correa                 |
| Ecuador     | —                                      | Rosa Canales                   |
| Peru        | Riabel Trujillo                        | Ana Pérez                      |
| Uruguay     | Patricia da Silva                      | Laura Geymonat                 |
| Venezuela   | Marisela Contreras                     | Maritza Rodríguez              |